# Saint-Bonnet-de-Valclérieux
Saint-Bonnet-de-Valclérieux è un comune francese di 218 abitanti situato nel dipartimento della Drôme della regione dell'Alvernia-Rodano-Alpi.

## Società

### Evoluzione demografica
Abitanti censiti